# Средновековна сръбска аристокрация
В сръбската аристокрация, съставена от т.нар. властели (титла, тъждествена на архонт) се категоризират велможите (на сръбски: velikaši, velmoži; на латински: magnates), които са най-горния обществен слой. В обществено-правната си организация Сърбия заимства модел, създаден във Византийската империя.
Сръбският нобилитет (на сръбски: Srpsko plemstvo) е познат във всички средновековни сръбски държави, а и в ранната Османска империя до XVI век. Аристокрацията притежава наследствени алодиални имоти, които са разработвани от зависими и закрепостени себри, подобни на византийските парики, подлежащи на трудова повинност. Аристокрацията е задължена да служи на монарха при война.

## История на Сръбската монархия
Всяко от средновековните сръбски княжества Босна, Захумлие, Рашка, Дукля (1043 – 1101) има собствено племство и институции. На 16 април 1346 (Великден), Стефан Душан свиква голям събор в Скопие, с участието на сръбския архиепископ Йоаникий II, Охридския архиепископ Николай I, българския Патриарх Симеон и различни религиозни лидери от Атон. Събраните духовници се съгласяват, а впоследствие тържествено обявяват автокефалността на сръбската архиепископия със статут на Патриаршия със седалище в Печкия манастир. Първият сръбски Патриарх Йоаникий от своя страна тържествено коронова Стефан Душан за император и самодържец на сърби и ромеи" (на гръцки Bασιλεὺς καὶ αὐτoκράτωρ Σερβίας καὶ Pωμανίας). Така в следващите години Душановият доведен брат Симеон Урош и девер му Иван Комнин стават деспоти по подобие на Йоан Оливер, даруван от Андроник III. Деян Драгаш и Бранко получават титла севастократор. Военните командири Прелюб и Войхна получават титлата кесар. Повишаването на сръбския Патриарх довежда до промени в същия дух – епископствата стават митрополии, като например Скопска епархия. Цар Урош V умира бездетен през 1371, а сръбската аристокрация е унищожена от османците при Черномен в началото на същата година. Марко Мърнявчевич, който по-рано е бил коронясан млад крал, не съумява да обедини племството и Сърбия бързо деградира в конгломерат от феодални територии, управлявани от крал Марко, Деяновичите братя, Георги I Балшич, Вук Бранкович, Никола Алтоманович, Лазар Хребелянович и други.

## Йерархия на сръбското племство
- Великаши (velikaši) – най-висшата аристокрация в Сърбия.
- Властеличи (vlasteličići) съставляват по-ниския клас на средновековната сръбска аристокрация. Това е достатъчно многочисленото войнско благородство от края на XII и началото на XIII век. Нерядко притежават села, с пълни права над тях в социално-икономическо и правно отношение. Своите военни задължения в армията изпълняват индивидуално или с група от своите хора (войници), според богатството си и възможността да издържат войска.

### Титли през Развито и Късно Средновековие
Исторически извори за сръбски благороднически титли се появяват и сочат времето на управление на Стефан Милутин. В Дечанския хрисовул от XIV век крал Стефан споменава тези титли за дворяните и официалните лица, присъстващи на събора в Дечани. Към тях се добавят заети от Византия титли като севаст. С коронясването на Стефан Душан за „Цар на гърци и сърби“ (1346), се задълбочава процеса по ромеизация на сръбското племство и дворцовия церемониал, като се появява възможността за въздаване и на титлите „деспот“ и „цезар“, т.е. „цар“. .
- Дворцови титли:
  - жупан (на сръбски: župan) – Средновековните сръбски земи са организирани в административно-териториални единици, наречени жупи (на сръбски: župe), които най-често включват няколко селски общини и са тъждествени на западноевропейските графства (на английски: county). Жупите са управлявани от магистрат, чиято власт е наследствена и подчинена в мир или война само на сръбския княз или крал.
  - велик жупан (на сръбски: veliki župan) – титлата възниква през XI век, за да означи първенец сред жупаните.
  - войвода (на сръбски: vojvoda; на латински: dux belli) – най-висш дворцов и военен сан, равняващ се на генерал и херцог. След Стефан Милутин (1282 – 1321) е въведен и рангът на велик войвода.
  - княз (на сръбски: knez) – тъждествен на принц в западноевропейското перство.
  - кефалия (на сръбски: kefalija) – въведена при управлението на Стефан Душан титла от гръко-византийски произход, тъждествена и заместваща жупанската.
  - казнац (на сръбски: kaznac) („палач“) – дворцова титла, натоварена с отговорност за хазната в земите под негова юрисдикция (на сръбски: kaznačina) и тъждествена на камериерската (на латински: camerarius, (на английски: chamberlain).
  - тепчия (на сръбски: tepčija) – титла с неясни обязаности, появила се за първи път през XIII век. Счита се, че тепчията отговаря за владетелските имоти извън столицата [5][6].
  - господар или господин (на сръбски: gospodin, (на английски: lord).
  - челник (на сръбски: čelnik) – Титла, отъждествявана на граф-палатин (на латински: Comes palatinus, „граф в двореца“; на немски: Pfalzgraf). При Стефан Милутин челникът е отговорен за сигурността на църковното имущество, арбитража и защитата му от посегателства от страна на аристокрацията. При Стефан Дечански (1321 – 31) вече има едновременно двама или трима челници. Значението на този сан явно расте, защото при Стефан Душан се появява новата титла на велики челник (1331 – 55).
  - ставилац (на сръбски: stavilac – церемониална титла, подобна на византийските доместик  и пинкернес (чашник, на сръбски: peharnik). Ставилацът е отговорен за снабдяването на княжеската трапеза и по тази причина според Раде Михаличич титлата е запазена за най-висшия и доверен велможа. Въпреки че се нарежда на последно място по важност сред сръбските дворцови титли, ставилацът има правото и престижа да бъде най-близо до владетеля.
  - протовестиар (на сръбски: protovestijar) – наричан и Велики казнац, тази титла е с византийски произход и се възлага на финансовия съветник на владетеля.
  - кесар (на сръбски: kesar) – заимствана от римо-византийската дворцова титла kaísar ((на гръцки: καῖσαρ, (на латински: caesar).
  - доместик (на сръбски: domestik) и Велик доместик.
  - логотет (на сръбски: logotet) и също по-късно Велик логотет. Финансови и данъчни обязаности.
  - чауш (на сръбски: čauš, veliki čauš) – къснопоявила се титла с неясни задължения, свързани със сигурността в монархията и повлияна от контакта с тюрките. Произходът ѝ е уйгурски и е въздаван на посланици, особено за висши сановници и емисари във византийския или персийския двор.
  - слуга (на сръбски: sluga) – пост, подобен на ставилаца и тъждествен на византийския Велик доместик.
  - коморник (на сръбски: komornik) – в източниците и преводите липсва конкретна информация за отговорностите и привилегиите, с които е натоварена тази титла. Въз основа на източници от други европейски дворове се допуска тъждественост между коморник и коронен съдебен пристав.
  - дияк (на сръбски: dijak)
- Почетни титли:
  - витез (на сръбски: vitez; на английски: knight) – титла, носена от щирския благородник и кондотиер Палман, който е и личен телохранител на Стефан Душан.
  - севаст (на сръбски: sevast, (на латински: augustus), достопочтен.
  - протосеваст (на сръбски: protosevast), Първи севаст.
  - севастократор (на сръбски: sevastokrator).

## Списък на средновековни сръбски благородници

### Сръбски княжества780 – 1100
- Белоя, господар на Требине (до 847)
- Краина, Хвалимир и Чучимир Белоевичи, последователно князе на Травуния (след 847)
- Драшко и Людислав, последователно князе на Неретляни (836 – 840)
- Петър Дуклянин, архонт Диоклейски (Х век)
- Йоан, протоспатарий и катепан на Византийска Рашка (Х век)
- Лютовид, протоспатарий и хипатий, стратег на Сърбия и Захумлието (1039 – 1042)
- Петрило (fl. 1072), войвода.
- Стефан Босненски, княз на Босна (fl. 1081 – 1101)

### Велико сръбско княжество (1100 – 1217)
- Гърдеша (fl. 1154 – 56), жупан на Требине
- Вучина (fl. 1150 – 51), жупан
- Радомир (fl. 1170), жупан в Требине
- Славогаст (fl. 1154 – 56), бан на Хум
- Храмко, господар на Хум (1177 – 1200)
- Димитри Прогон, княз на Арбанон (fl. 1208 – 16)

### Сръбско кралство(1217 – 1345)
- Обрад (1230), велик тепчия на Стефан Владислав.
- Прибилша Гърдешич, жупан на Стефан Владислав.
- Богдан Радоевич (fl. 1278), казнац.
- Владо, казнац, (1274 – 1279).
- Първослав Радоевич (fl. 1280), казнац на Елена Анжуйска.
- Мърнян (fl. 1288), казнац на Елена Анжуйска в Требине.
- Градислав Войшич (fl. 1284 – 1327), първият челник в двора на Сърбия.
- Мирослав, казнац на Стефан Милутин.
- Кузма, тепчия на Стефан Милутин.
- Бранко, челник на Стефан Милутин.
- Владислав Йонима (fl. 1303 – 06), жупан на Стефан Милутин в Северна Албания.
- Дражен Богопенец (fl. 1306), жупан на Стефан Милутин в Източен Хум.
- Новак Гребострек (fl. 1312), Велик войвода в Битка при Галиполи
- Йован Драгослав (fl. 1315), казнац, основател на Света Богородица Одигитрия (Мушутище)
- Брайко (Брадко) (fl. 1319)
- Mисльен, Велик тепчия на Стефан Дечански.
- Радослав, тепчия на Стефан Дечански.
- Илия кефалия (1326)
- Влъгдраг, челник (+1327), замонашил се под името Никола.
- Балдовин Багаш, княз на Вранье при Стефан Дечански.
- Младен, войвода (fl. 1321 – 1326), жупан на Требине and Драчевица, основател на фамилията Бранкович.
- Никола, жупан (fl. 1321 – 1329), управлявал Северна Албания. Брат на войводата Младен.
- Петар Браян, жупан, (fl. 1340 – 42)
- Джураш Вранчич, ставилац.
- Милош Войнович (fl. 1333), ставилац.
- Хрельо, войвода, господар на Рила (fl.1320 – 1342)
- Войн, войвода, господар на Гацко (fl. 1322 – 1347)
- Градислав Борилович (fl. 1325 – 1352), войвода при Димотика, казнац и тепчия.
- Владое (fl. 1326), тепчия.
- Mърнява, провинциален господар (fl. 1329).
- Богоя, провинциален господар в Зета (fl. 1340)
- Иван Драгуш, провинциален господар (fl. 1325 – 40), братовчед на Душан по майчина линия.

### Сръбско царство (1345 – 1371)
- Йоан Оливер (fl. 1331 – 56), велик войвода, севастократор и деспот. Управлява Щип и Струмица.
- Деян (fl. 1346 – 66), войвода, севастократор и деспот. Управлява района между Куманово и Кюстендил.
- Бранко Младенович, севастократор. Управлява Охрид.
- Вълкашин (+1371), войвода, деспот, крал, управлява Прилеп.
- Прелюб (+1356), войвода, кесар. Управлява Тесалия (1348 – 1356).
- Симеон Урош Палеолог (d. 1370), деспот. на Епир (1359 – 1366) и Тесалия (1359 – 1370). Неманич.
- Иваниш (fl. 1348), деспот в Топлица.
- Войхна (до 1360), войвода, кесар. Управлява Драма.
- Гръгур (fl. 1361), войвода, кесар. Управлява Полог.
- Бранко Растислалич (d. 1352), войвода, доместик. Управлява Подунавието.
- Никола Радоня (+ 1399), кесар. Владее имоти в Сяр.
- Юг Богдан (fl. 1331 – 47), войвода. Управлява Прокупле. Неманич.
- Радослав Хлапен, войвода. Управлява Бер, Воден и Kостур.
- Джураш Илийич (+1356), челник. Управлява Горна Зета.
- Влатко Паскачич (fl. 1365), севастократор. Управлява Славище.
- Палман, витез.
- Войин (fl. 1322 – 1347), войвода. Управлява Гацко.
- Богут (fl. 1331), войвода. Управлява Угльевик.
- Вук Косача (+1359), войвода. Управлява Рогатица.
- Никола Багаш (fl. 1354 – 85), войвода. Управлява Воден и Трикала.
- Лазар Хребелянович (+ 1389), ставилац.
- Прибац (fl. 1346), логотет.
- Богдан (fl. 1363), казнац при Урош V.
- Томас Прелюбович, деспот. Управлява Янина.
- Алтоман (fl. 1335 – 59), Велик жупан.
- Кастриот (fl. 1368), кефалия на Канина.
- Прибил (fl. 1370), жупан.
- Новак (fl. 1369), войвода, кесар. Управлява Преспанско езеро.
- Толислав, казнац
- Георги I Балшич господар на Зета (+1378)
- Йован Драгаш, деспот. Управлява Куманово (+1378)
- Йеремия Хранислав, архонт на Диоцез Стаги (fl. 1355)
- Михаил, архонт на Просек (fl. 1342)
- Джордже Остоуша Пеклал (+ 1377), замонашил се като Йефрем.
- Йован Просеник (ок. 1350 – 60), севаст.

### Залез на сръбското царство (1371 – 1395)
- Милутин (+1389), Велик войвода. Управлява Рудник.
- Радич Черноевич (fl. 1392 – 96), господар в Горна Зета.
- Братослав (fl. 1370), логотет.
- Драгослав (fl. 1357 – 1360), логотет.
- Андрей Гропа (fl. 1371 – 78), жупан на Охрид.
- Углеша Влаткович (fl. 1427), кесар. Управлява Славище.
- Дабижив Спандуль (fl. 1375 – 76), кефалия на Струмица. Служи на Деяновичите братя.

Лазар Хребелянович
- Витомир (fl. 1380), Велик войвода.
- Грубач (fl. 1377), протовестиар.
- Петър (fl. 1387), жупан.
- Гойислав (fl. 1387), кефалия на Лазар в Ново Брдо.
- Людина Богосав (fl. 1381). господар на Смедерево.
- Драгослав (1389), господар. Управлява Синьи Вир.
- Драгосав Пробишич, Велик войвода.
- Краймир (Крайко) (+1389), Велик войвода. Син на Йован Оливер.[7]
- Новак (fl. 1381), логотет

Братя Мърнявчевичи
- Гойко Мърнявчевич, логотет.
- Дабижив, логотет.
- Косан, логотет.
- Манко, челник.
- Ивойе, челник.
- Станислав, челник.
- Мильян, челник.
- Милош, кефалия.
- Оливер, кефалия в Битоля.
- Георги, кефалия, брат на протостратор Станиша.
- Кардамис, Велики чауш, член на висшия съд в Сяр.

### Сръбско деспотство(1402 – 1540)
Стефан Лазаревич
- Радич Поступович (fl. 1413 – 41), велик челник.
- Мазарек (fl. 1414 – 23), войвода. Управлява Рудник, Островица (1414 – ?) и Зета (1422 – 1423)
- Логосит (fl. 1422), войвода.
- Богдан (fl. 1408), протовестиар. Служи на деспот Стефан Лазаревич. ktetor от Каленич.
- Матия (Матко) Таловец, бан на Славония
- Радослав Михаљевич, велик войвода
- Коджа Захария (fl. 1422), господар на Шати и Дагнум

Джурадж Бранкович
- Тома Кантакузин
- Михайло Анджелович (fl. 1458), велик челник.
- Якша Брежичич (fl. 1453), войвода
- Никола Скобалич (fl. 1454), войвода, господар на Зелен град.
- Гойчин Църноевич (fl. 1444 – 51).
- Стефан Раткович, Велик логотет.

## Допълнително четиво
- Blagojević, Miloš (2004). Nemanjići i Lazarevići i srpska srednjovekovna državnost. Zavod za udžbenike i nastavna sredstva.
- Ćirković, Sima; Mihaljčić, Rade (1999). Лексикон српског средњег века. Knowledge.
- Dinić, Mihailo; Ćirković, Sima (1978). Српске земље у средњем веку: историјско-географске студије. Српска књижевна задруга.
- Fine, John Van Antwerp, Jr. (1994) [1987]. The Late Medieval Balkans: A Critical Survey from the Late Twelfth Century to the Ottoman Conquest. University of Michigan Press. ISBN 978-0-472-08260-5.
- Janković, Dragoslav (1961). Istorija države i prava feudalne Srbije, XII-XV vek. Naućna knjiga.
- Jevtić, Dragoš; Popović, Dragoljub (2000). Narodna pravna istorija. Savremena administracija.
- Mandić, Svetislav (1986). Velika gospoda sve srpske zemlje i drugi prosopografski prilozi. Srpska književna zadruga.
- Purković, Miodrag (1985). Srpska kultura srednjega veka. Izd. Srpske pravoslavne eparhije za zapadnu Evropu.
- Blagojević, M. „Vladar i podanici, vlastela i vojnici, zavisni ljudi i trgovci.“ Rulers and subjects, lords and soldiers, dependent people and traders). In Cirkovic (ed.): 141 – 156.
- Šarkić, Srđan (1996). Srednjovekovno srpsko pravo. Matica srpska.
- Иванић, Б. „Прстење српске средњовековне властеле.“ (1998).
- Ivanović, Miloš B. (2013). „Властела Државе српских деспота“. Belgrade: Filozofski fakultet.
- Ivanović, Miloš (2014). „Развитак војне службе као основ формирања властеоског слоја у српској средњовековној држави“ [Development of Military Service as Foundation for Creation of Nobility in Medieval Serbian State]. Војно-историјски гласник (I): 30 – 48.
- Maksimović, L. (1993). „Sevasti u srednjovekovnoj Srbiji“. Zbornik radova Vizantološkog instituta (32): 137 – 147.
- Шуица, Марко. (2004). Властела кнеза Стефана Лазаревића (1389 – 1402). ГДИ, 1, 7 – 31. Шуица, Марко. „Немирно доба српског средњег века. Властела српских обласних господара.“ (2000).
- Topalović, Živko, and Marko Milutinović-Piper. Sebri i vlastela: društveni poredak u staroj srpskoj državi. Srpska književna zadruga, 2002.

|  | Тази страница частично или изцяло представлява превод на страницата Medieval Serbian nobility в Уикипедия на английски. Оригиналният текст, както и този превод, са защитени от Лиценза „Криейтив Комънс – Признание – Споделяне на споделеното“, а за съдържание, създадено преди юни 2009 година – от Лиценза за свободна документация на ГНУ. Прегледайте историята на редакциите на оригиналната страница, както и на преводната страница, за да видите списъка на съавторите. ВАЖНО: Този шаблон се отнася единствено до авторските права върху съдържанието на статията. Добавянето му не отменя изискването да се посочват конкретни източници на твърденията, които да бъдат благонадеждни. |

|  | Тази страница частично или изцяло представлява превод на страницата Medieval Serbian noble titles в Уикипедия на английски. Оригиналният текст, както и този превод, са защитени от Лиценза „Криейтив Комънс – Признание – Споделяне на споделеното“, а за съдържание, създадено преди юни 2009 година – от Лиценза за свободна документация на ГНУ. Прегледайте историята на редакциите на оригиналната страница, както и на преводната страница, за да видите списъка на съавторите. ВАЖНО: Този шаблон се отнася единствено до авторските права върху съдържанието на статията. Добавянето му не отменя изискването да се посочват конкретни източници на твърденията, които да бъдат благонадеждни. |